# Кубок Лихтенштейна по футболу 2022/2023
Кубок Лихтенштейна по футболу 2022/23 (нем. Liechtensteiner Cup 2022/23) — 78-й сезон ежегодного футбольного соревнования в Лихтенштейне. Победитель кубка квалифицируется в квалификационный раунд Лиги Конференций УЕФА 2023/24. Победителем в 49-й раз стал «Вадуц», обыгравший в финале «Бальцерс» со счётом 0:4. 

## Предварительный раунд
| Хозяева    | Счёт | Гости           |
| ---------- | ---- | --------------- |
| Тризен III | 0:5  | Эшен-Маурен III |

## 1/8 финала
| Хозяева        | Счёт      | Гости           |
| -------------- | --------- | --------------- |
| Вадуц II       | 1:6       | Шан             |
| Руггелль II    | 1:1 (4:5) | Вадуц II        |
| Тризенберг     | 5:3       | Тризен          |
| Эшен-Маурен II | 0:9       | Бальцерс        |
| Руггелль       | 1:4       | Эшен-Маурен     |
| Шан II         | 3:7       | Эшен-Маурен III |
| Тризенберг II  | 1:4       | Бальцерс II     |
| Тризен II      | 0:18      | Вадуц           |

## 1/4 финала
| Хозяева         | Счёт | Гости       |
| --------------- | ---- | ----------- |
| Эшен-Маурен III | 0:8  | Вадуц       |
| Бальцерс        | 3:2  | Шан         |
| Вадуц II        | 0:3  | Бальцерс II |
| Тризенберг      | 0:1  | Эшен-Маурен |

## 1/2 финала
| Хозяева     | Счёт           | Гости    |
| ----------- | -------------- | -------- |
| Бальцерс II | 0:3            | Бальцерс |
| Эшен-Маурен | 0:0 (1:2 д.в.) | Вадуц    |

## Финал
Финал состоится 17 мая 2023 года на стадионе Райнпарк в Вадуце, со счётом 0:4 победил «Вадуц», выиграв трофей в 49-й раз.
| Хозяева  | Счёт | Гости |
| -------- | ---- | ----- |
| Бальцерс | 0:4  | Вадуц |